# キラリ高等学校
キラリ高等学校（キラリこうとうがっこう）は、静岡県榛原郡吉田町にある私立の単位制・通信制の高等学校。

## 概要
静岡県の構造改革教育特区に基づき総合予備校の株式会社クラ・ゼミが創設。
- 2006年（平成18年）10月にクラ・ゼミ輝高等学校として開校。
- 2011年（平成23年）4月より学校法人倉橋学園が認可となり、同時に校名が輝高等学校に変更された。
- 2012年（平成24年）4月よりキラリ高等学校となる。

## 課程
- 通信制単位制普通科

通算3年間以上の在籍、74単位以上の修得、などの要件を満たすことで卒業資格を得られる。
普通科の中に、いくつかのコースが存在する。
履修科目や時間割は、担任と相談して決めることが可能。
自宅で都合の良い時間にインターネット等で学習を行うこともできる。
- 技能連携制度

クラ・ゼミ 輝高等学院（浜松校、静岡校、沼津校）にて、技能連携科目を履修しながら、普通科目（キラリ高等学校）を学習することができる。

## 特徴
制服は2008年度（平成20年度）より導入（着用は自由選択）。

## 著名な出身者・在校者
- 青木勇貴斗 - スケートボード選手
- ひかりんちょ - インフルエンサー